# 贝尔迈杰尔
贝尔迈杰尔，是匈牙利贝凯什州所辖的一个村。总面积63.05平方公里，总人口1035，人口密度16.4人/平方公里（2011年1月1日）。